# Olesicampe crassitarsis
Olesicampe crassitarsis là một loài tò vò trong họ Ichneumonidae.